# 1046
Cette page concerne l'année 1046  du calendrier julien. Pour l'année 1046 av. J.-C., voir 1046 av. J.-C.
L'année 1046 est une année commune qui commence un mercredi.

## Événements
- 5 mars : le philosophe Nasir e Khosraw quitte Nichapur pour un pèlerinage à la Mecque. Il commence un voyage de sept ans relaté sans son Livre du voyage (Safarnameh (en)). Il est de retour à Balkh le 23 octobre 1052[1].

- Ibrahim Yinal prend Hamadhan pour son frère Toghrul-Beg[2].

### Europe
- 4 mai : consécration par l'évêque de Liège Wazon de l'abbatiale Sainte-Gertrude de Nivelles en Belgique en présence de l'empereur Henri III. Origine de la tarte al d'jote, spécialité de la ville, selon la légende[3].
- 8 mai : victoire de Guillaume Bras-de-Fer sur les Byzantins au siège de Trani. Il meurt avant la fin de l'année et son frère Drogon de Hauteville lui succède comme comte d'Apulie[4].

- 24 juin : Siemomysl de Poméranie, Casimir Ier le Restaurateur, Bretislav Ier de Bohême et Henri III du Saint-Empire se rencontrent à Mersebourg pour tenter de régler leurs différends. Un accord de paix est conclu le 29[5].

- 24 septembre : révolte païenne de Vatha en Hongrie. L'évêque Gérard de Csanad est martyrisé. Pierre Orseolo est détrôné et aveuglé à la manière byzantine. Il meurt de ses blessures. Les grands seigneurs font revenir de Pologne les fils expulsés de Vazul[6].

- Octobre : intervention de Henri III en Italie[7].
- 24 octobre : Henri III convoque un concile à Pavie[8].

- 20 décembre : au synode de Sutri, l'empereur Henri III dénoue un conflit au sein de la papauté et impose le pape réformateur Clément II. Les élections de Sylvestre III et de Benoît IX sont cassées. Henri III met la papauté sous sa tutelle en imposant des évêques allemands. Il reconnaît les conquêtes normandes en Italie. C'est le début d'un vaste mouvement de réforme ecclésiale[9]…
- 23 - 24 décembre : synode de Rome. Début du pontificat de Clément II (Suidger de Morsleben et Hornburg, évêque de Bamberg) (fin en 1047)[9].
- 25 décembre : Henri III et Agnès (fille de Guillaume V d'Aquitaine) reçoivent le sacre impérial[10].

- Révolte en Norvège. Harald Haardraade (le Sévère) contraint son neveu Magnus Ier de lui céder la moitié de la Norvège. Il règne seul à partir de 1047 jusqu'en 1066[11].
- Début du règne de Mihailo Voislav, Grand Prince puis roi (1077) de Dioclée et de Rascie (Serbie) (fin en 1081)[12].
- Traité de paix entre Kiev et Byzance. Il reprend les dispositions commerciales de 944 et prévoit l’engagement de nouveaux mercenaires russes[13]. L’alliance est renforcée par le mariage du fils de Iaroslav le Sage, Vsevolod, avec une  fille de Constantin IX Monomaque (avant 1052)[14].

- Premier exemple connu d’hommage lige par lequel le vassal promet une foi complète à l’un de ses seigneurs[15].